# 6º Battaglione carabinieri "Toscana"
Il 6º Battaglione carabinieri “Toscana” è un reparto dell'organizzazione mobile dell'Arma dei Carabinieri, inquadrato nel 5º Reggimento carabinieri "Emilia-Romagna" e dislocato a Firenze, nella caserma intitolata nel 1920 al generale Antonio Baldissera

## Storia
Costituito il 2 maggio 1920 come Battaglione mobile carabinieri di Firenze, venne sciolto con regio decreto del 30 dicembre 1923.
Il 10 dicembre 1940, a seguito dell'entrata in guerra dell'Italia, viene costituito il VI Battaglione carabinieri mobilitato che operò sul fronte greco-albanese sino all'8 settembre 1943.
Il 6 settembre 1945  il Battaglione viene ricostituito con la denominazione originale e il 30 marzo 1963 viene posto alle dipendenze del 2º Reggimento carabinieri di Roma.
Il 1º settembre 1977, posto alle dipendenze dell'11ª Brigata carabinieri, con funzioni di comando di corpo, assume l'attuale denominazione di 6º Battaglione carabinieri “Toscana”.
Il 21 dicembre 1977 ha ricevuto la bandiera di guerra, concessa con decreto presidenziale 7 ottobre 1977 n. 861.
Il 2 maggio 2000 il Reparto ha celebrato l'80º anniversario della sua costituzione in occasione della quale è stata realizzata una cartolina commemorativa e un annullo filatelico celebrativo.
Il 1º ottobre 2007 il Reparto, a seguito dell'assegnazione di un ufficiale del ruolo t.l. - specialità amministrazione, è stato riconfigurato da distaccamento minore a distaccamento ordinario, acquisendo conseguentemente la piena autonomia amministrativo-finanziaria, necessaria per fronteggiare con tempestività ed efficienza le esigenze correlate ai compiti specifici di ordine pubblico e pubblica sicurezza.
Nel settembre 2012 il battaglione passa alle dipendenze del neocostituito Comando 5º Reggimento carabinieri "Emilia-Romagna".

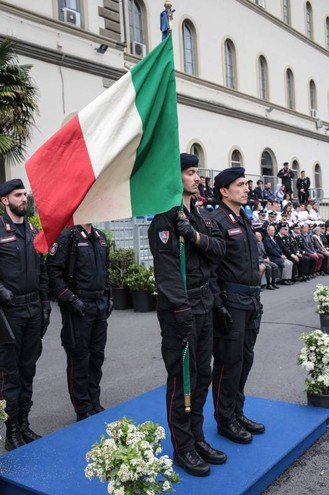
La bandiera di guerra

Il 9 maggio 2018 presso la Caserma A. Baldissera è stato celebrato il 40º Anniversario della concessione da parte del Presidente della Repubblica, della bandiera di guerra al 6º Battaglione Carabinieri 'Toscana'.

## Compiti

militari del 6°btg.cc "toscana" durante il 40º anniversario della bandiera di guerra.

Dopo le recenti modifiche ordinative che hanno interessato l'organizzazione mobile e specializzata dell'Arma, il 6º Battaglione “Toscana” è inquadrato nel 5º Reggimento carabinieri "Emilia-Romagna" che opera alle dipendenze della 1ª Brigata Mobile di Roma, che coordina l'impiego dei reggimenti mobili.
La struttura ordinativa del 6º Battaglione consente al reparto di operare con spiccata reattività, massima flessibilità nonché rapidità d'intervento nell'assolvimento dei propri compiti connessi con:
- il concorso alla difesa integrata del territorio nazionale;
- la partecipazione ai servizi di ordine pubblico nel corso di grandi manifestazioni ed eventi quali le manifestazioni sportive, concerti;
- la vigilanza ad obiettivi sensibili militari e a quelli di natura civile definiti, di volta in volta, dall'autorità di pubblica sicurezza;
- la predisposizione di assetti da impiegare nelle missioni “fuori area” per l’assolvimento delle funzioni di polizia militare ed il sostegno di alcune attività logistiche;
- il supporto dell'organizzazione territoriale della Legione carabinieri "Toscana" per incrementare il controllo del territorio nelle grandi aree urbane, extra urbane e rurali nelle zone più sensibili sotto il profilo della sicurezza pubblica nonché le esigenze di protezione civile.
- Antiterrorismo, situazioni di crisi ad alto rischio.

## Organizzazione
- 1^ COMPAGNIA (COMPAGNIA OPERATIVA)
- COMPAGNIA DI INTERVENTO OPERATIVO:

Presso il Battaglione di Firenze come peraltro nei battaglioni/reggimenti di Milano, Napoli, Bari, Palermo, Roma e Mestre è stata costituita una Compagnia di intervento operativo che, grazie al particolare addestramento del personale e alla cospicua dotazione di mezzi e materiali, consente di fronteggiare, con la necessaria tempestività, improvvise situazioni di pericolo per la pubblica sicurezza.
Fanno parte di questa compagnia anche le unità S.O.S, unità con compiti speciali costituite dal Comando Generale dell’Arma dei Carabinieri per prevenire e contrastare tempestivamente la minaccia terroristica.

## Mezzi in dotazione
Per quanto riguarda il parco mezzi del reparto troviamo varie tipologie di veicoli utilizzati:
- Renault Clio IV (in uso alla C.I.O.);
- Alfa Romeo Giulietta (in uso alla C.I.O.);
- Fiat 16 (in uso alla C.I.O.);
- Subaru Forester (in versione blindata in uso alle S.O.S.);
- Jeep Grand Cherokee (in versione blindata per le S.O.S. e in versione con griglie protettive per operazioni di ordine pubblico);
- Land Rover Discovery 4 (con griglie protettive per operazioni di ordine pubblico);
- Iveco Daily 50C17 e 50C18 (con griglie protettive per operazioni di ordine pubblico);
- Iveco RG-12 (in versione blindata con griglie protettive per particolari operazioni di ordine pubblico);
- Iveco ACM 80/90 (in uso per trasporto personale e materiali);
- Iveco ACTL (in varie versioni per trasporto personale e materiali, autocisterna e cassonato con braccio estendibile);
- Fiat Ducato (in versione ambulanza e trasporto personale e materiali);
- Ford Transit (trasporto personale);
- Bus 50 posti e minibus 20 posti (usati per trasporto personale);

## La caserma "Baldissera"

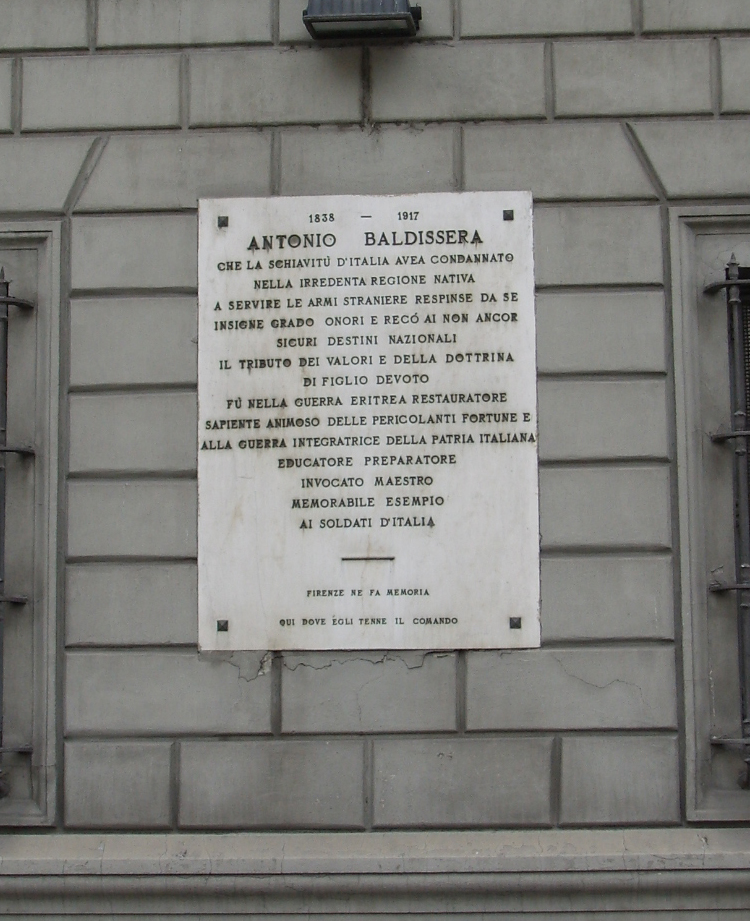
Lapide a Antonio Baldissera, Firenze

La Caserma "Antonio Baldissera" nel 1945 accolse gli uffici della III Brigata carabinieri e il VI Battaglione carabinieri e nel 1970 due compagnie della "Scuola sottufficiali carabinieri", oggi Scuola allievi marescialli e brigadieri carabinieri, .. Dal 2016 la Scuola ha sede nella nuova caserma "Felice Maritano" di Firenze Castello, mentre la "Baldissera" è sede del battaglione e del Comando Legione Toscana.

## Lo stemma araldico
Lo stemma: inquartato; nel primo di blu e rosso il distintivo della 11ª Brigata Carabinieri; nel secondo d'argento al giglio di Firenze di rosso, a richiamare la città di Firenze; nel terzo d'oro a cinque tortebisanti di rosso disposte, 2,2,1, e sormontate da un bisante d'azzurro caricato di tre gigli d'oro male ordinati, a ricordare la Toscana; nel quarto partito di rosso e di nero, caricato dell'elmo di Scandenberg, a richiamare la campagna di guerra greco-albanese. Sopra lo scudo, Corona Turrita; sotto lo scudo, su lista bifida e svolazzante d'oro, il motto, in lettere maiuscole di nero: «Sub pedibus alae».

## Cronotassi dei comandanti
| Grado            | Nome                          | Periodo          |
| ---------------- | ----------------------------- | ---------------- |
| maggiore         | Alfredo Grimaldi              | 1945 - 1945      |
| ten. col.        | Lelio Palandri                | 1945 - 1954      |
| maggiore         | Domenico Maneri               | 1954 - 1957      |
| maggiore         | Mario Serchi                  | 1957 - 1961      |
| maggiore         | Agatino Gelsomino             | 1961 - 1964      |
| ten. col.        | Sergio Valdora                | 1964 - 1968      |
| maggiore         | Mario Maio                    | 1968 - 1970      |
| ten. col.        | Flavio Sermarini              | 1970 - 1973      |
| ten. col. t.sg   | Ignazio Assumma               | 1973 - 1978      |
| ten. col.        | Mario Scialdone               | 1978 - 1981      |
| ten. col.        | Bruno Tibaldi                 | 1981 - 1983      |
| ten. col.        | Giuseppe Soldano              | 1983 - 1986      |
| ten. col.        | Mario Guglielmi               | 1986 - 1989      |
| ten. col.        | Mauro Picchiotti              | 1989 - 1992      |
| ten. col.        | Nicola Raggetti               | 1992 - 1994      |
| ten. col.        | Gaetano Guastafierro          | 1994 - 1997      |
| ten. col.        | Rosario Calì                  | 1997 - 1998      |
| ten. col.        | Alessandro Gentili            | 1998 - 2000      |
| ten. col.        | Mariano Angioni               | 2000 - 2002      |
| ten. col.        | Mauro Isidori                 | 2002 - 2004      |
| maggiore         | Matteo Gagliardi              | 2004 -2004       |
| ten. col.        | Fabrizio Volpe                | 2004 - 2005      |
| ten. col.        | Roberto Musillo               | 2005 - 2007      |
| ten. col.        | Carlo Gerosa                  | 2007 - 2010      |
| ten. col.        | Giuseppe Petrella             | 2010 - 2012      |
| ten. col.        | Ruben Ruggeri                 | 2012 - 2012      |
| ten. col.        | Ciro Trentin                  | 2012 - 2016      |
| ten. col.        | Alessandro Parisi             | 2016 - 2019      |
| ten.col. t.issmi | Gabriele De Pascalis          | 2019 - 2021      |
| maggiore         | Michele De Chiara             | 2021 - 2021      |
| ten. col.        | Nicola Erardo Maria Melidonis | 2021 - 2021      |
| ten. col.        | Marco Centola                 | 2021 - 2023      |
| ten. col.        | Domenico Pasquale Montemurro  | 2023 - in carica |